# Градище-при-Требнєм
Градище-при-Требнєм (словен. Gradišče pri Trebnjem) — поселення в общині Требнє, регіон Південно-Східна Словенія, Словенія.